# Phan phu nhân (Tống Chân Tông)
Chương Hoài Phan Hoàng hậu (chữ Hán: 章怀潘皇后; 968 - 989), là nguyên phối thê tử của Tống Chân Tông Triệu Hằng, hoàng đế nhà Tống trong lịch sử Trung Quốc.
Bà qua đời trước khi Triệu Hằng đăng cơ, vì vậy bà chưa bao giờ được làm Hoàng hậu khi còn sống. Thụy hiệu Hoàng hậu của bà được truy phong sau khi Triệu Hằng kế vị.

## Tiểu sử
Chương Hoài Hoàng hậu Phan thị, nguyên quán ở Đại Danh (nay là huyện thuộc Hàm Đan, tỉnh Hà Bắc, Trung Quốc), là con gái thứ 8 của Trung Vũ quân Tiết độ sứ Phan Mỹ, một danh tướng hiển hách đầu thời Bắc Tống.
Năm 16 tuổi, Phan thị được Tống Thái Tông ban làm nguyên phối cho hoàng tử Triệu Hằng, lúc đấy đang là Hàn vương. Phan thị là Vương phi, do vậy được phong cáo mệnh là Cử Quốc phu nhân (莒國夫人). Khoảng 6 năm sau, bà qua đời, khi 22 tuổi.
Năm Chí Đạo thứ 3 (997), tháng 6, Triệu Hằng trở thành hoàng đế, tức Tống Chân Tông. CHân Tông truy phong Phan thị làm Trang Hoài Hoàng hậu (莊怀皇后), táng ở Bảo Thái lăng (保泰陵), bên cạnh của Vĩnh Xương lăng (永昌陵), thờ thần chủ ở biệt miếu.
Theo chế độ nhà Tống, thụy hiệu của Hoàng hậu thường lấy 1 chữ trong thụy của Hoàng đế làm một chữ cố định trong các loạt thụy hiệu của Hoàng hậu của Hoàng đế ấy, như Thái Tổ là chữ ["Hiếu"; 孝], Thái Tông là chữ ["Đức"; 德]. Trong năm Khánh Lịch đời Tống Nhân Tông, quan bộ Lễ tấu xin đổi thụy của các Hoàng hậu của Chân Tông, vì chữ ["Trang"] không có trong thụy của Chân Tông, nên đề nghị đổi một loạt từ ["Trang"] thành ["Chương"].
Do đó, Trang Hoài Hoàng hậu được cải thụy thành Chương Hoài Hoàng hậu (章怀皇后), hợp thờ cùng các Hoàng hậu khác bên cạnh Tống Chân Tông ở Thái Miếu.